# Cymbaria
Cymbaria es un género de plantas fanerógamas perteneciente a la familia Orobanchaceae, anteriormente clasificada en Scrophulariaceae. Comprende 6 especies descritas y de estas, solo 5 aceptadas.

## Taxonomía
El género fue descrito por Carlos Linneo y publicado en Species Plantarum 2: 618. 1753.    La especie tipo es: Cymbaria daurica L.

## Especies aceptadas
A continuación se brinda un listado de las especies del género Cymbaria  aceptadas hasta mayo de 2014, ordenadas alfabéticamente. Para cada una se indica el nombre binomial seguido del autor, abreviado según las convenciones y usos: 
- Cymbaria borysthenica Pall. ex Schltdl.
- Cymbaria chaneti
- Cymbaria daurica L.
- Cymbaria linearifolia
- Cymbaria mongolica